# Xalcuitongo
Xalcuitongo är en ort i Mexiko.   Den ligger i kommunen Tlalpan och delstaten Distrito Federal, i den sydöstra delen av landet, 28 km söder om huvudstaden Mexico City. Xalcuitongo ligger 2 775 meter över havet och antalet invånare är 147.
Terrängen runt Xalcuitongo är lite bergig. Runt Xalcuitongo är det mycket tätbefolkat, med 2 431 invånare per kvadratkilometer. Närmaste större samhälle är Coyoacán, 18,6 km norr om Xalcuitongo. I omgivningarna runt Xalcuitongo växer huvudsakligen savannskog.